# Königlich-Belgischer Eishockeyverband
Der Königlich-Belgische Eishockeyverband oder Königlich-Belgische Eishockey-Föderation (ndl.: Koninklijke Belgische IJshockey Federatie (KBIJF); franz.: Fédération Royale Belge de Hockey sur Glace (FRBHG)) ist der nationale Eishockeyverband Belgiens. Sprachneutral wird die englische Bezeichnung Royal Belgian Ice Hockey Federation (RBIHF) verwendet. Der Verband wurde am 8. Dezember 1908 gegründet und ist einer der fünf Gründungsmitglieder der Internationalen Eishockey-Föderation IIHF.
Dem Verband untersteht die belgische Eishockeynationalmannschaft, die 1913 die Europameisterschaft gewinnen konnte. Zudem organisiert die RBIHF die belgischen Eishockeyligen, wie beispielsweise die bis 2015 höchste Spielklasse im Lande, die Ehrendivision und seitdem die gemeinsame Liga mit den Niederlanden (BeNe League).
Aus Anlass der Jubiläumsfeierlichkeiten zum einhundertjährigen Bestehen des Verbandes wurde im November 2008 eine belgische Jahrhundertmannschaft bestehend aus Björn Steijlen, Jef Lekens, Mike Pellegrims, Willy Kreitz, Bob Moris senior und Bob Moris junior ernannt.